# Loxofidonia sigmata
Loxofidonia sigmata là một loài bướm đêm trong họ Geometridae.